# Kolej gondolowa w Solinie

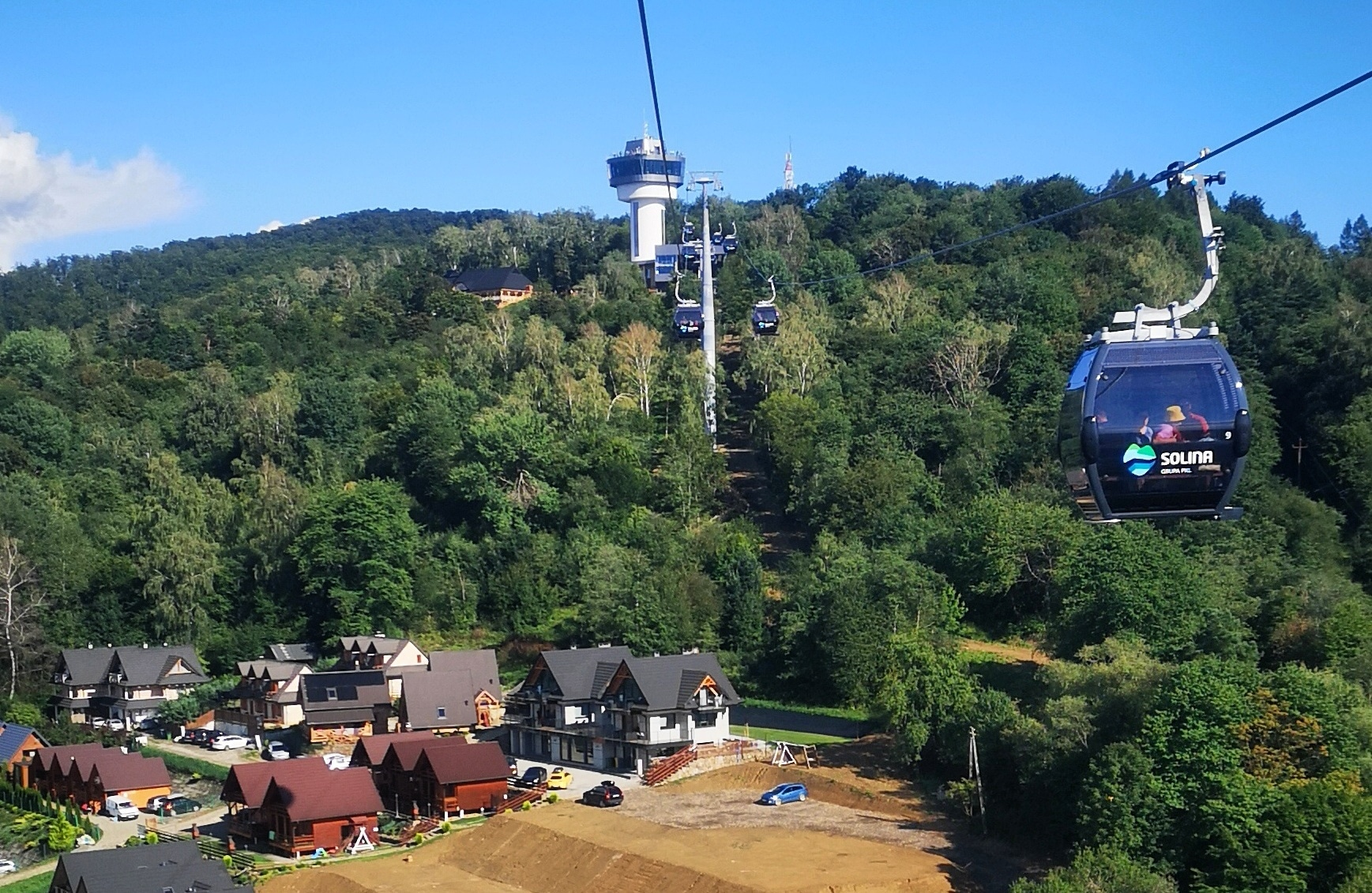
Kolej gondolowa w Solinie, w tle stacja górna

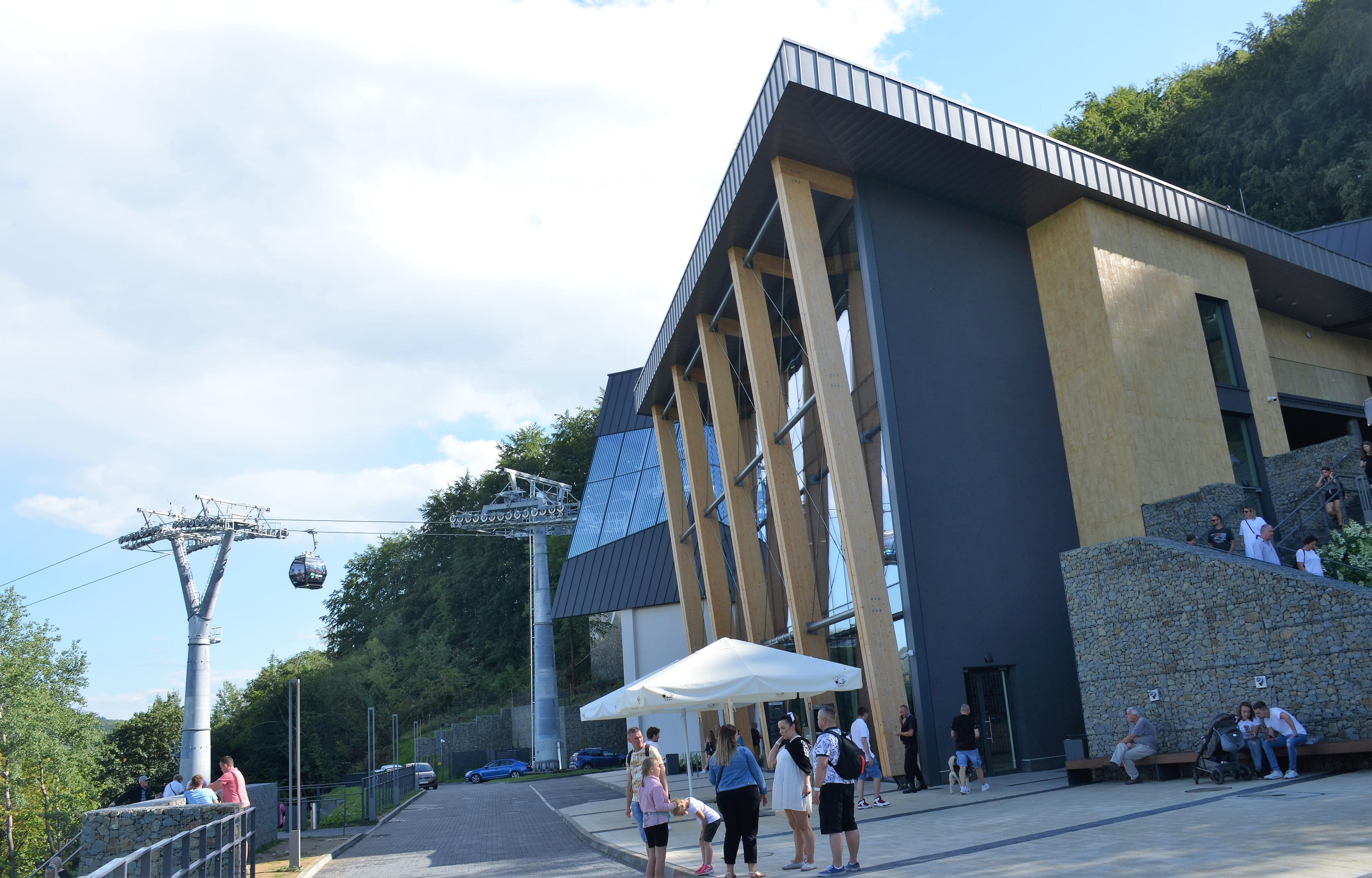
Stacja dolna

Kolej gondolowa w Solinie – kolej gondolowa, ze stacji dolnej  Plasza do stacji górnej na Górze Jawor.

## Historia
Prace nad budową ośrodka turystycznego trwały ponad rok. Montaż samej kolei PKL Solina zajął 4 tygodnie i trwał od 7 października 2021 do 5 listopada 2021. Kolej gondolowa została oficjalnie otwarta 1 lipca 2022.
W każdej gondoli może przebywać osiem osób. Podpory mają wysokość 17, 19, 28, 48 i 75 m, a maksymalny odstęp między nimi to 681,67 m. Dzięki najwyższej z nich (nr 3) i zarazem w Polsce, w najwyższym punkcie trasy gondole znajdują się 102 m nad poziomem terenu. Na stacjach zwalniają one do prędkości 0,2 m/s, co wraz z brakiem stopni ułatwia wsiadanie i wysiadanie pasażerów. Długość liny wynosi 3079,33 m, jej średnica 47 mm, a masa to 27 ton. W budynku stacji Plasza powstała ekspozycja o bieszczadzkich zwierzętach, nieistniejących wsiach, najwyższych szczytach, przyrodzie, rzekach, kolejce oraz o powstaniu zapory w Solinie. Z kolei na Górze Jawor powstała wieża widokowa o wysokości 50 m z tarasem i krótkim, przeszklonym chodnikiem wychodzącym poza taras. Koszt inwestycji wyniósł 110 mln zł.

## Dane techniczne
| Kolej gondolowa                     | PKL Solina |
| ----------------------------------- | ---------- |
| Długość trasy [m]                   | 1580 m     |
| Poziom stacji dolnej [m n.p.m.]     | 456,60     |
| Poziom stacji górnej [m n.p.m.]     | 561,80     |
| Podpory trasowe                     | 5          |
| Liczba gondoli                      | 25         |
| Max. prędkość gondoli [km/h]        | 21         |
| Zdolność przewozowa [osób na dzień] | 17 600     |